# Fairey G.4/31
Fairey G.4/31 là một loại máy bay đa dụng hai tầng cánh một động cơ của Anh. Chỉ có 1 chiếc được chế tạo.

## Tính năng kỹ chiến thuật (Mk. II, cấu hình ném bom)
Dữ liệu lấy từ Taylor 1974, tr. 230
Đặc điểm tổng quát
- Kíp lái: 2
- Chiều dài: 40 ft 10 in (12.44 m)
- Sải cánh: 53 ft 0 in (16.15 m)
- Chiều cao: 15 ft 8 in (4.78 m)
- Diện tích cánh: 658 ft2 (61.13 m2)
- Trọng lượng rỗng: 3.169 lb (6.987 kg)
- Trọng lượng có tải: 3.987 lb (8.790 kg)
- Động cơ: 1 × Armstrong Siddeley Tiger IV, 750 hp (560 kW)

Hiệu suất bay
- Vận tốc cực đại: trên độ cao 6.500ft (1.981 m) 157 mph (253 km/h)
- Trần bay: 23.200 ft (7.071 m)
- Vận tốc lên cao: trên độ cao 5.000 ft (1.524 m) 694 ft/min (3,53 m/s)

Vũ khí trang bị
- 2× súng máy Lewis 0.303 in (7,7 mm)
- 1.500 lb (680 kg) bom